# 雁門岩駅
雁門岩駅（がんもんいわえき、ロシア語: Станция Первомайское）は、樺太敷香郡敷香町にて開業予定であった樺太セメント工業石灰山軌道の駅である。

## 歴史
- 1943年：樺太セメント工業石灰山軌道古屯駅 - 西山駅間開通。
- 1945年8月：ソ連軍が南樺太へ侵攻・占領[1]。
- 1947年：ムイカ駅として開業。
- 1947年：ペルヴォマイスコエ駅に改称。
- 2016年：廃止。

## 隣の駅
ポベージノ－ペルヴォマイスコエ線
雁門駅 - 雁門岩駅